# والتر گیلبرت
والتر گیلبرت (به انگلیسی: Walter Gilbert) (متولد ۲۱ مارس ۱۹۳۲) بیوشیمیست و فیزیکدان آمریکایی است. او از پیشگامان زیست‌شناسی مولکولی، و برنده جایزه نوبل شیمی است. جایزه نوبل در شیمی «برای مطالعات بنیادی درباره بیو شیمی اسیدهای نوکلئیک به خصوص DNA دوباره ترکیب کننده» در سال ۱۹۸۰ به‌طور مشترک به او و پل برگ اعطا شد. وی هم‌اکنون به‌عنوان مدیرعامل شرکت میریاد جنتیکس فعالیت می‌کند.

## زندگی‌نامه
گیلبرت در بوستون، ماساچوست، در۲۱ مارس، سال ۱۹۳۲ به دنیا آمد.